# Piper PA-28 Cherokee
Piper PA-28 Cherokee je dvoumístné nebo čtyřmístné lehké letadlo postavené společností Piper Aircraft. Jde o dolnoplošník, jednomotorový lehký letoun s tříkolovým podvozkem, který má jediné dveře na pravé straně, do kterých se nastupuje nastupováním na křídlo.